# Pentheria rufipes
Pentheria rufipes är en tvåvingeart som först beskrevs av Jacques-Marie-Frangile Bigot 1890.  Pentheria rufipes ingår i släktet Pentheria och familjen stilettflugor. Inga underarter finns listade i Catalogue of Life.